# 约翰·马森·克拉克
约翰·马森·克拉克（1857年4月15日—1925年5月29日）是一位美国地质学家和古生物学家，1916年任美国地质学会会长，1925年获玛丽·克拉克·汤普森奖章。